# Форум (площа)

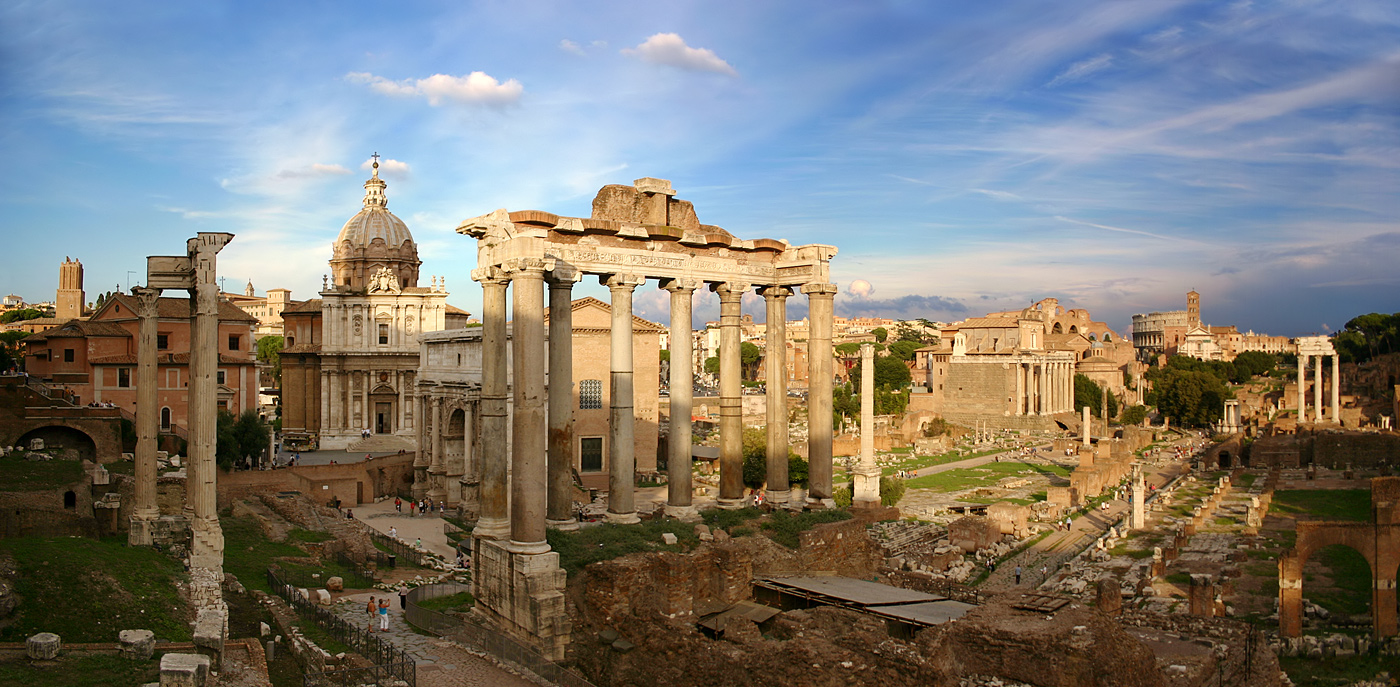
Римський форум, у центрі — колони храму Сатурна, за ними Арка Септімія Севера

Фо́рум (лат. forum) — базарний майдан, площа в містах Стародавнього Риму, на якій відбувалися загальні народні збори населення міста, проводились ярмарки та вершився суд. Форум являє собою величезну площу з безліччю будинків. Це майдан, котрий став центром політичного життя.

## Римський Форум
Так називалась центральна площа Рима. Форум Романум, на відміну від інших менших форумів, був осереддям суспільного життя, місцем проведення народних зборів та військових тріумфів.
Серед численних скульптур тут був установлений двуликий Янус — покровитель будь-якого початку, першого моменту того чи іншого явища. Зображений із старечим і юнацьким обличчями, звернутими назад і вперед, він уособлював нерозривний зв'язок минулого й майбутнього, нагадуючи римлянам їхній переможний шлях і спокійно вдивляючись у прийдешнє. Поставлений на Форумі позолочений стовп, за переконанням римлян, мав вважатися центром Всесвіту.
На Форумі розміщувалися Сенат, суди, архів, в'язниця, головні храми, в одному з яких зберігалася скарбниця, з трибуни тут виступали оратори. У базиліці Ульпія, біля підніжжя богині правосуддя Юстиції проводилися судові процеси. Прибудовані до базиліки латинська і грецька бібліотеки зберігали сотні сувоїв наукового змісту, літературні твори.
У І столітті до н. е. розміри Форуму становили 160/80 метрів, але час змінював їх, і обличчя площі, яке кожний імператор прагнув якнайліпше прикрасити. Найграндіознішим Форум був за Траяна. Збереглася 30-ти метрова колона Траяна, складена з 17-ти барабанів каррарського мармуру. Вона вкрита спіральним двохсотметровим барельєфом, що розповідає про переможний похід імператора проти даків.
Починався Форум з мармурової арки, увінчаної величезною бронзовою колісницею. Саме на таких в'їжджали сюди вслід за полоненими і трофеями полководці-тріумфатори.

## Література

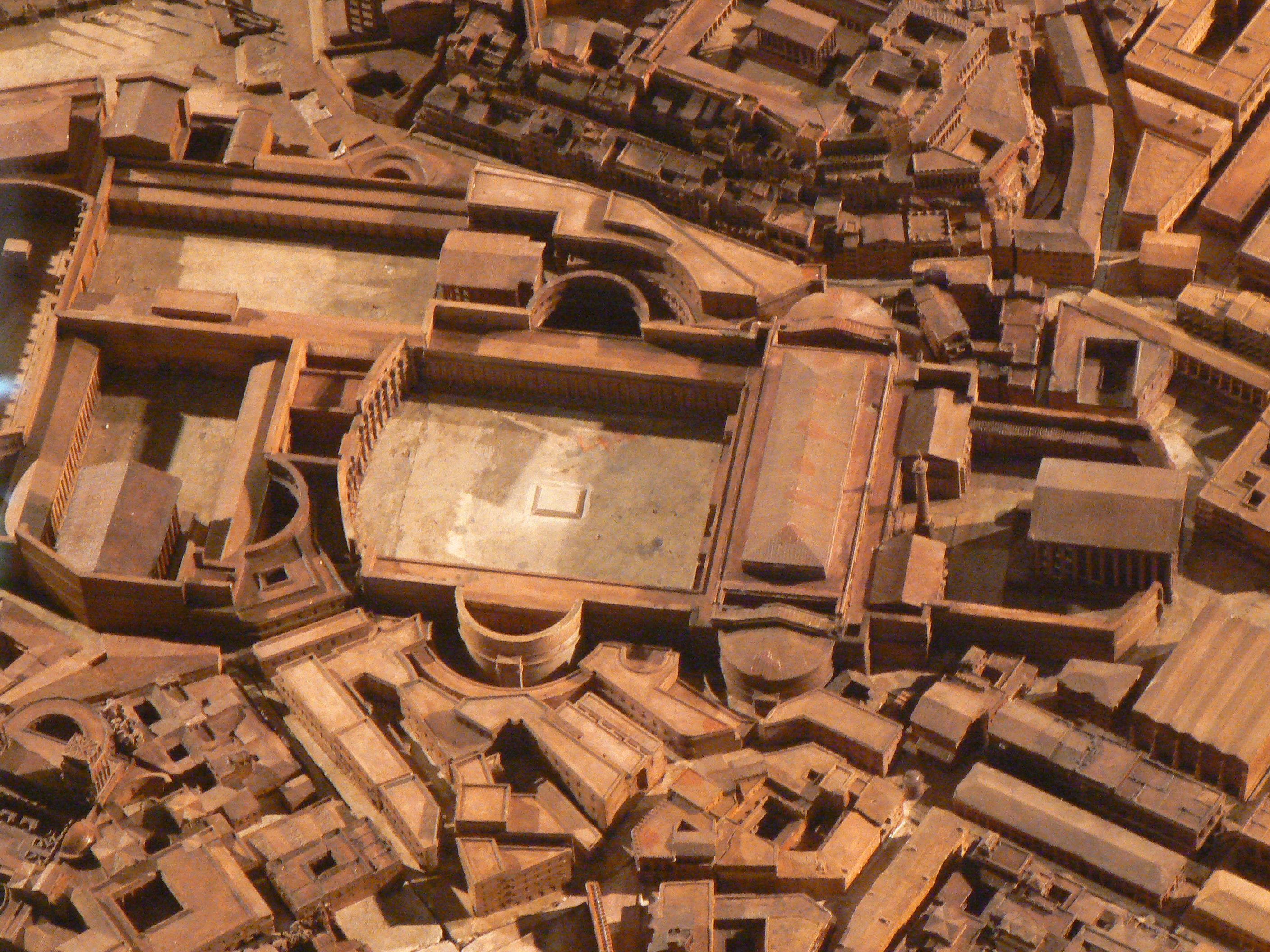
Макет римського форуму Траяна